# Estadio José Amalfitani
Estadio José Amalfitani – stadion w Buenos Aires w Argentynie. Mecze na nim rozgrywa miejscowy klub Club Atlético Vélez Sársfield z argentyńskiej Primera División. Stadion w kraju nazywany jest powszechnie El Fortín (Fort) a poza krajem Vélez Sársfield, od nazwy klubu, który rozgrywa na nim mecze. Architektem stadionu był José Amalfitani, od którego imienia i nazwiska pochodzi obecna nazwa obiektu.
Stadion był budowany w latach 1947–1951. Później przebudowano go w celu dostosowania do Mistrzostw Świata w Piłce Nożnej 1978. Mieści 49 540 miejsc, w tym jedynie 20 325 siedzących.
Obiekt pełni rolę stadionu narodowego argentyńskiego zespołu rugby union pomimo tego, że reprezentacja rozgrywa mecze w całym kraju. Spotkania o większym znaczeniu rozgrywane są na tym stadionie.
Podczas Mundialu w 1978 rozegrane zostały na nim trzy mecze grupy C: 
Austria – Hiszpania 2:1, Austria – Szwecja 1:0, Hiszpania - Szwecja 1:0.
Na Estadio José Amalfitani odbyło się wiele imprez muzycznych, na których grali m.in.:
Iron Maiden (w 2019 r. po raz siódmy), Queen, The Killers, INXS, Red Hot Chili Peppers, Sheryl Crow, Nirvana, The B-52's, Nina Hagen, Depeche Mode, Travis, Starsailor, Helloween, Metallica, Slayer, Eric Clapton, Rod Stewart, Bob Dylan, Matisyahu, UB40.